# Gustav-Heinemann-Brücke (Essen)
Die Gustav-Heinemann-Brücke ist eine Straßenbrücke im Essener Stadtteil Werden. Sie führt die Bundesstraße 224 über die Ruhr.

## Geschichte

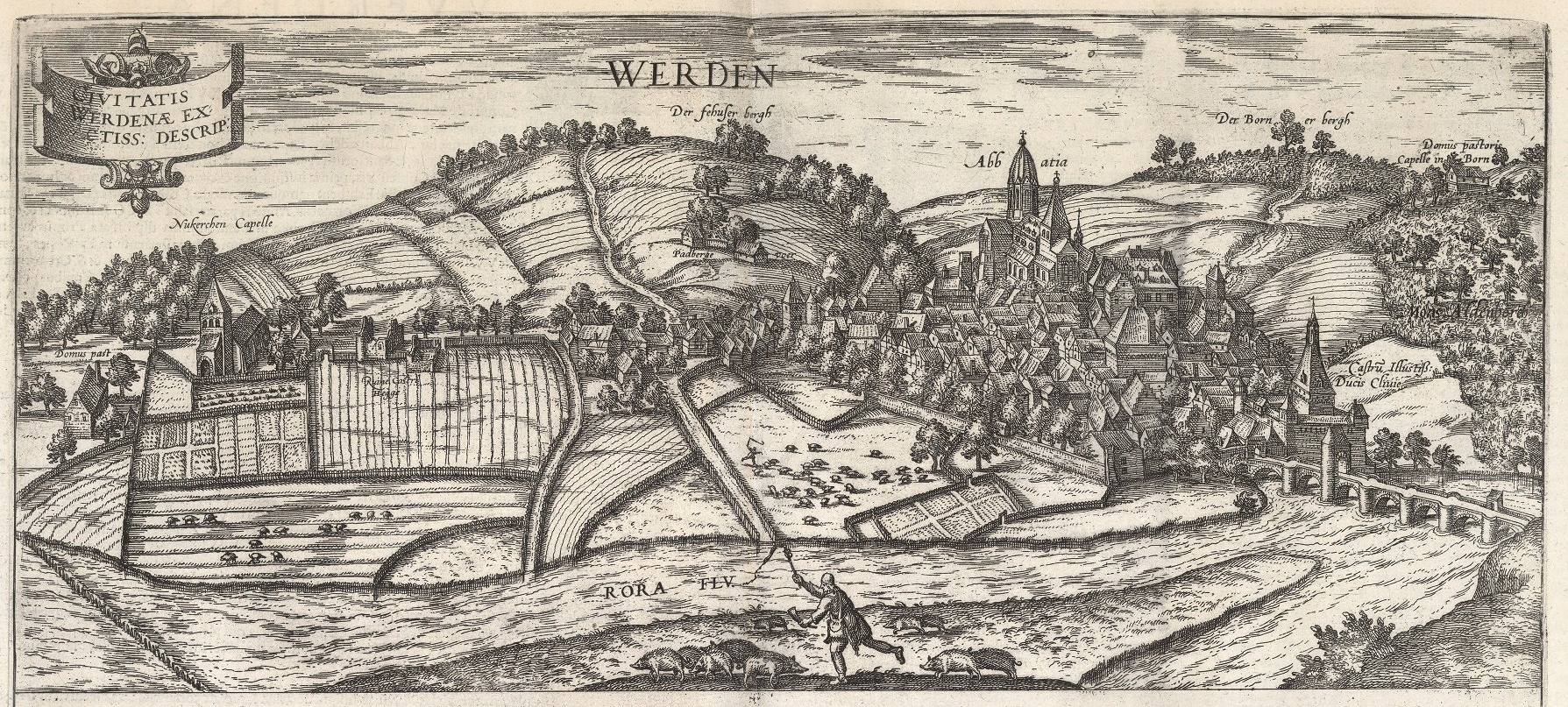
Rechts steinerne Brücke um 1581, durch das Winterhochwasser 1642/43 zerstört (Werden, Braun-Hogenberg-Brachel)

Die erste Brücke, von einigen Vorgängerbauwerken der heutigen Gustav-Heinemann-Brücke, an dieser Stelle über die Ruhr wurde bereits 1065 urkundlich erwähnt. Eine um 1400 erbaute Brücke hatte einen Holzsteg auf Steinpfeilern. Sie wurde in den Jahren 1533 bis 1538 durch eine steinerne Brücke ersetzt, diese wurde durch das Winterhochwasser 1642/43 zerstört. In den darauf folgenden gut 200 Jahren hielt eine Fähre den Verkehr über die Ruhr aufrecht. Zur Zeit der ersten Brücken gab es ein Brück- und Zolltor, genannt ist ein Zoll- und ein Wachthaus. Das Brücktor schloss die Brücke gegen die Stadt ab. Dazu gehörte ein Vortor auf der Brücke.

### Königsbrücke

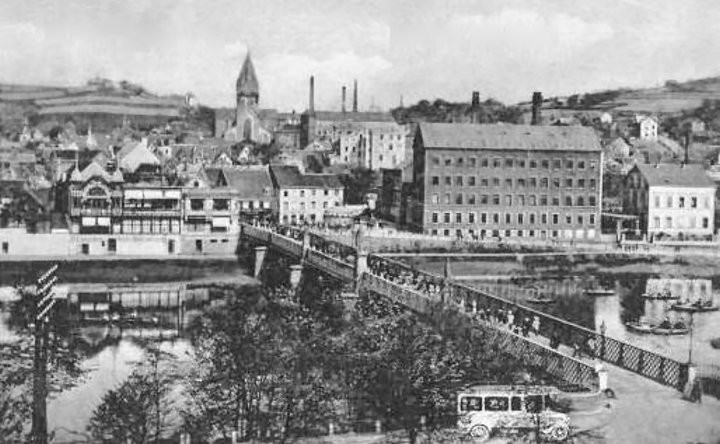
Ein Vorgängerbau: die ehemalige Königsbrücke um 1915

Der Grundstein für die stählerne Königsbrücke wurde am 15. Oktober 1853 gelegt. Der am 29. November 1854 dem Verkehr übergebene Bau war für eine höhere Tragkraft für den zukünftig aufkommenden Kraftwagenverkehr ausgelegt und war damit durch die steinernen Strompfeiler den Vorgängern in Stabilität überlegen. Die Brücke besaß eine Fahrbahn von 5,7 Metern Breite und ließ eine Belastung von acht Tonnen zu. Zu Ehren von Kaiser Wilhelm I. wurde 1884 eine vom Werdener Bildhauer Wilhelm Albermann gefertigte Statue als Denkmal auf einem der drei Strompfeiler enthüllt. 1891 folgten auf den anderen beiden Strompfeilern der Königsbrücke die auch von Wilhelm Albermann geschaffenen Statuen von Helmuth von Moltke und Otto von Bismarck. Die drei Statuen wurden bei dem folgenden Brückenneubau nicht mehr aufgestellt, sind aber bis heute erhalten und befinden sich im Dückerpark in Werden. Der Dückerpark, an der Dückerstraße, ist ein ehemaliger Werdener Friedhof (1824–1875), auf dem einige Werdener Stadtpersönlichkeiten (wie z. B. der Bauhistoriker Prof. Wilhelm Effmann, Angehörige des Bildhauers Wilhelm Albermann, Tuchfabrikant Johann(es) Forstmann, Tuchfabrikant Matthias Wiese, Wilhelm Mintrop, genannt Schulte Barkhoven, und die in Essen bekannte Familie Baedeker) ihre letzte Ruhe fanden. Die drei Statuen aus Ruhrsandstein sind 1986 als bewegliches Denkmal in die Denkmalliste der Stadt Essen aufgenommen worden.
Der Verkehr auf der stählernen Brücke wurde in den letzten Jahren des Bauwerkes als Einbahnstraße durch eine Lichtzeichenanlage geregelt. 1930 erhielt die rostende Brückenkonstruktion 54 neue Querträger. Die Königsbrücke wurde wegen des weiter gestiegenen Individualverkehrs und der einhergehenden Baufälligkeit schließlich 1932 abgerissen.

### Brücke von 1932
Die Königsbrücke wurde durch die direkt südlich daneben gelegene, mit größerer (Schiffs-)Durchfahrtshöhe gebaute Stahlbrücke mit Asphaltdecke ersetzt. Die Stadt Werden hatte bereits mit den Planungen begonnen, welche nach der Eingemeindung 1929 von der Stadt Essen weitergeführt wurden. Die neue 120 Meter lange Balkenbrücke mit einer Breite von 11,5 Metern wurde am 23. April 1932 dem Verkehr übergeben. Die nach Plänen von Ernst Bode errichtete Brücke hatte eine Tragfähigkeit von 23 Tonnen. Die Betonpfeiler trugen die Fahrbahn und die Bürgersteige aus einer Stahlkonstruktion.
Wegen des nach dem Zweiten Weltkrieg weiter ansteigenden (Durchgangs-)Verkehrs musste diese (namenlose) Stahlbrücke, die im Krieg nicht zerstört wurde, Ende der 1960er Jahre durch die heutige nochmals vergrößerte Brücke ersetzt werden.

### Gustav-Heinemann-Brücke
Der Rat der Stadt Essen beschloss 1965 den Brückenneubau. Nach einer Bauzeit von rund zwei Jahren wurde am 20. Dezember 1968 die neue Werdener Brücke im Beisein des damaligen Oberbürgermeisters Wilhelm Nieswandt eingeweiht und dem Verkehr übergeben. Im Zuge dieses Brückenneubaus wurde an deren Westseite auch die Überquerung der Bahnstrecke Essen-Werden–Essen in Richtung Kettwig, durch Ersatz des Bahnüberganges durch eine Brücke der Ruhrtalstraße, neu errichtet.
Im Februar 1982 wurde, 6 Jahre nach dessen Tod, die Werdener Ruhrbrücke nach Gustav Heinemann, als Anerkennung seines Wirkens als Oberbürgermeister von Essen (1946–1949) und als dritter deutscher Bundespräsident (1969–1974) benannt.
In der Nähe der Brückenköpfe gibt es Bushaltestellen für den Anschluss an den ÖPNV, wobei sich speziell auf der westlichen Seite der Platz vor dem seit dem Neubau der beiden Brücken hierhin verlegten Bahnhof Essen-Werden als ÖPNV-Verkehrsknotenpunkt zwischen S-Bahn (S6) und mehreren Buslinien entwickelt hat.

## Technische Daten

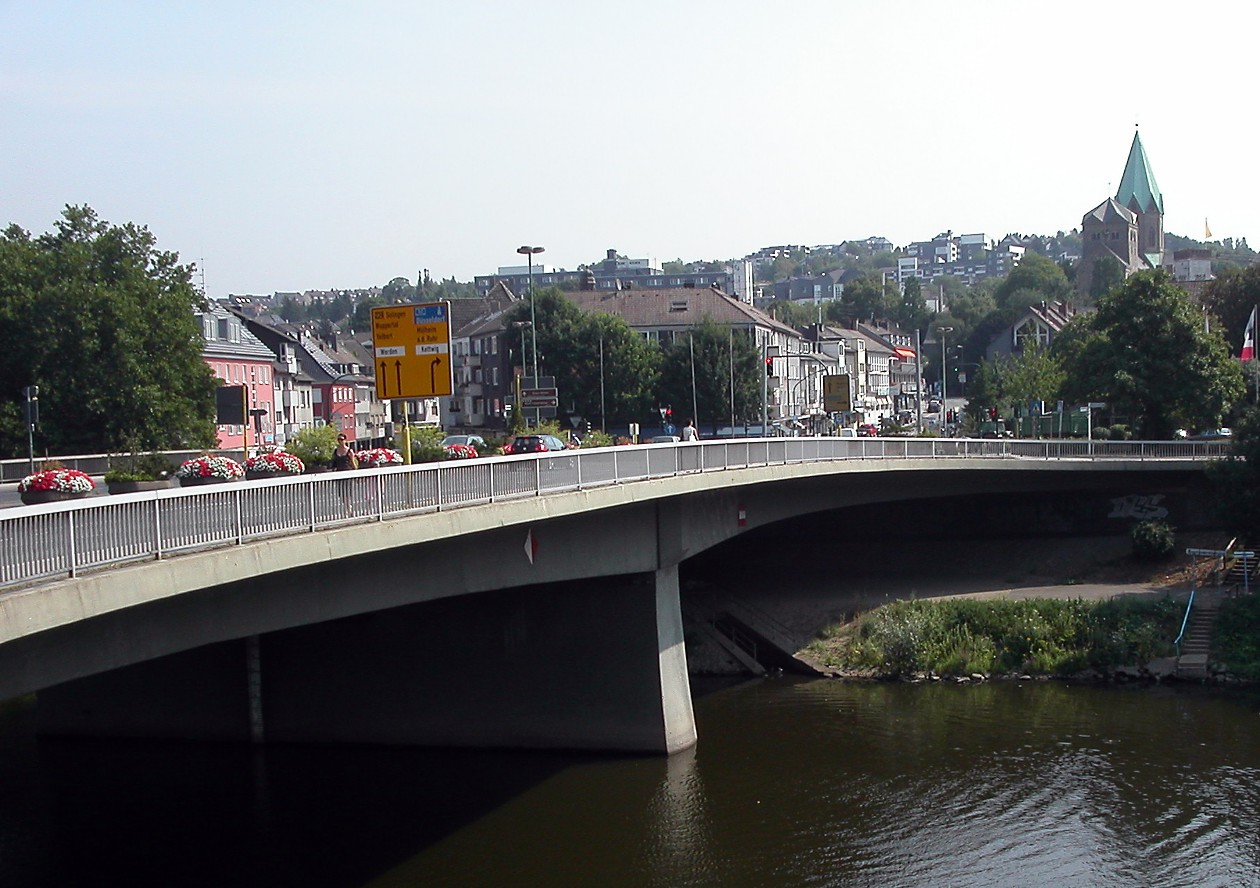
Gustav-Heinemann-Brücke 2006 (vor Sanierung)

Die etwa 14 Meter breite, gevoutete Balkenbrücke aus Spannbeton besitzt einen Hohlkasten, in dem alle wichtigen Versorgungsleitungen verlaufen. Ihre Widerlager reichen bis zu 13 Meter tief in den Boden.
In den 1980er Jahren musste die Brücke mit Spanngliedern längs und quer der Pfeilerträger verstärkt werden, da Risse in der Bodenplatte ausgemacht wurden.
Ende 2011 wurden umfassende Sanierungsarbeiten im Wert von rund 1,3 Millionen Euro fertiggestellt. Hauptsächlich wurden Schäden durch eindringende Feuchtigkeit behoben. Des Weiteren gehörten neue Ampelanlagen, breitere Fuß- und Radwege, größere Fußgängerinseln, in der Breite und Anzahl angepasste Fahrspuren sowie auf eine Höhe von 1,2 Meter angepasste Geländer zum Umfang der Arbeiten.
Ende 2024 teilte die Stadt Essen mit, dass es nach einer erfolgten Überprüfung zu einer weiteren Sanierung kommen muss. Dabei ist Verstärkung der Fahrbahnplatte durch zusätzliche Bewehrung ebenso vorgesehen wie das Anbetonieren von Stahlbetonlisenen zur Aufnahme zusätzlicher Kräfte und der Einbau sogenannter Schubnadeln zur verbesserten Lastverteilung. Baustart ist nach einem Vergabeverfahren im Herbst 2025 für das Jahr 2026 geplant. Die Arbeiten im Kostenrahmen von zwei Millionen Euro werden etwa ein Jahr dauern.